# Tafraout
Tafraout (in berbero: ⵜⴰⴼⵔⴰⵡⵜ, Tafrawt; in arabo تافراوت‎?) è una piccola cittadina del Marocco situata a 180 km a sud di Agadir, con popolazione di maggioranza berbera.